# Dracaena chiniana
Dracaena chiniana är en sparrisväxtart som beskrevs av Ian Mark Turner. Dracaena chiniana ingår i släktet dracenor, och familjen sparrisväxter. Inga underarter finns listade i Catalogue of Life.